# Rừng núi cao

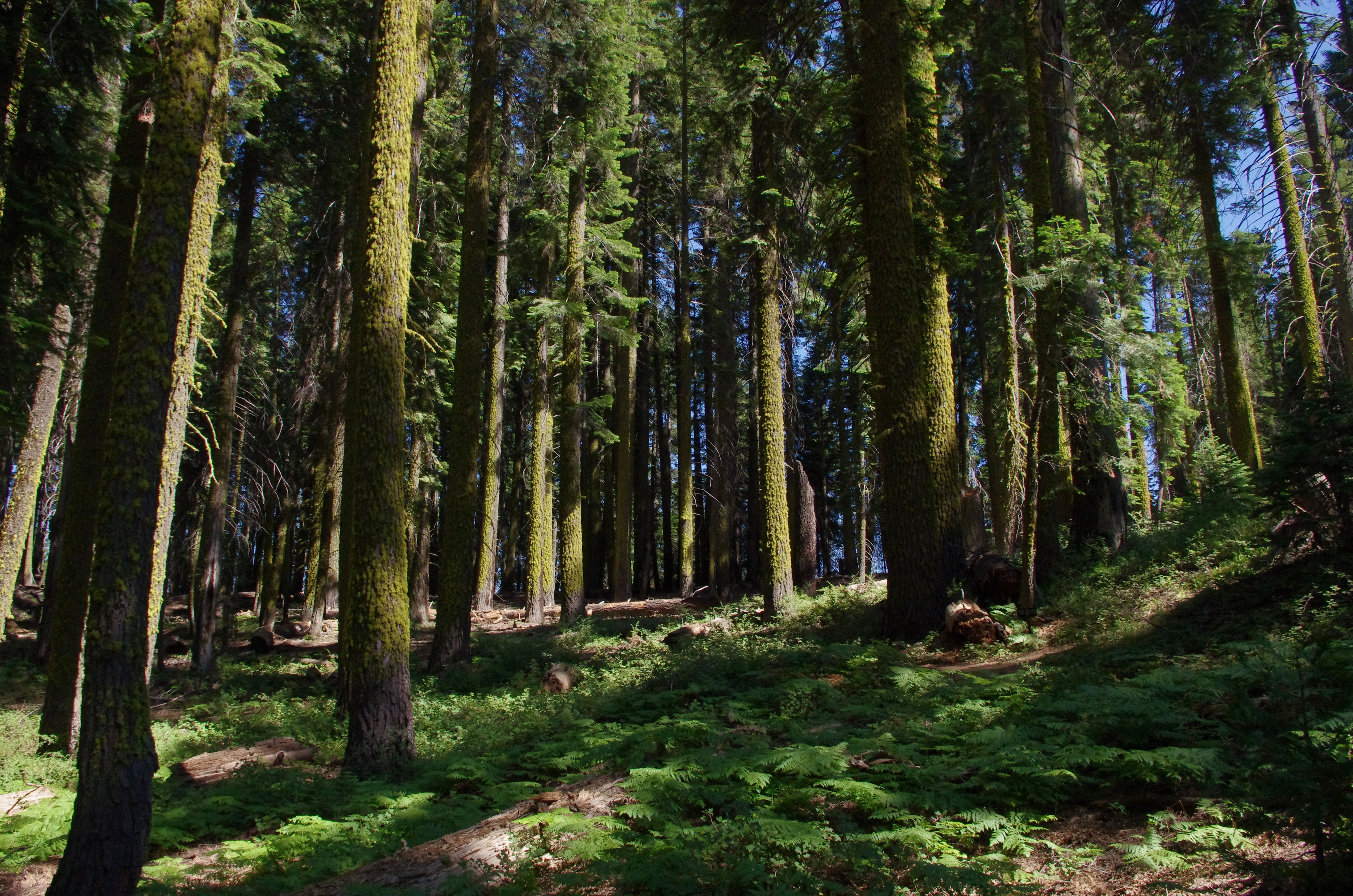
Rừng núi cao ở Công viên Quốc gia Sequoia

Rừng núi cao là một kiểu thảm thực vật thường được tìm thấy ở phía trên rừng lá kim hỗn hợp và bên dưới các kiểu thảm thực vật rừng sườn núi. Hầu hết những gì mọc ở các khu rừng trên núi đều là cây lá kim, vì mùa sinh trưởng ngắn.

## Rừng quốc gia Pike và San Isabel
Trong Rừng Quốc gia Pike và Rừng Quốc gia San Isabel thuộc dãy núi Rocky, khu rừng trên cao còn được gọi là "rừng ẩm", với cây lá kim hỗn hợp bên dưới gọi là "rừng khô" và rừng dưới rừng gọi là "rừng lạnh". Khu vực này có thể có loài cây thông ponderosa không dung nạp bóng râm (Pinus ponderosa) quá mức, và Linh sam Douglas  (Pseudotsuga menziesii) tỏa bóng râm hoặc linh sam trắng (Abies concolor) bên dứi gốc cây.

## Công viên núi lửa Lassen
Trong Công viên núi lửa Lassen ở cuối phía nam của dãy núi Cascade, khu rừng núi cao còn được gọi là rừng linh sam đỏ. Nó có sự đa dạng ít hơn so với rừng lá kim hỗn hợp bên dưới.  Nó phân bố ở độ cao trong khoảng 6.500 và 8.000 foot (2.000 và 2.400 m), bao gồm các khu vực dày đặc của linh sam đỏ ((Abies magnifica), và có ít cây sinh trưởng dưới gốc và một số ít động vật.  Ở các khu vực phía tây thì đa dang hơn, thông trắng phía tây ((Pinus monticola) thường có thể được tìm thấy.  Cây thông Lodgepole (Pinus contorta) phân bố ở những vùng đất mỏng.  Nhiệt độ mùa hè thấp, gần như toàn bộ linh sam đỏ là cây tạo ra bóng râm.

## Dãy núi  Sierra Nevada
Trên sườn phía tây của dãy Sierra Nevada, thảm thực vật trên cao có thể được tìm thấy ở độ cao từ 5.500 đến 7.500 foot (1.700 đến 2.300 m) ở phía bắc của dãy núi, 6.500 đến 8.000 foot (2.000 đến 2.400 m) ở phần trung tâm và 8.000 đến 10.000 foot (2.400 đến 3.000 m) ở phần phía nam. Ở sườn phía đông, nó ở độ cao cao hơn. Lượng mưa ở các khu vực thuộc kiểu thảm thực vật trên núi cao là 35 đến 65 foot (11 đến 20 m), chủ yếu là tuyết rơi.  Nhiệt độ cao vào mùa hè từ 73 đến 85 °F (23 đến 29 °C) và mức thấp mùa đông dưới 26 °F (−3 °C).  Mùa sinh trưởng là khoảng bốn tháng vì tuyết kéo dài và sâu.  cây sinh trưởng dưới gốc cây thường nón hình để tránh tuyết, với các loại cây đặc trưng bao gồm thông lodgepole (Pinus contorta), thông Jeffrey (Pinus jeffreyi), thông trắng miền tây (Pinus monticola) linh sam đỏ California (Abies magnifica), và bách xù Sierra (Juniperus grandis), và những cây và cây bụi dưới tán điển hình như cây sồi huckleberry (Quercus vaccinifolia) và cây thạch thảo đỏ (Phyllodoce breweri).
Các loại đất trong khu vực này chủ yếu là đá granit, có đặt điểm thoát nước nhanh và có tính axit. Đất chủ yếu được bao phủ trong bởi xác lá kim: tầng dưới có ít thảm thực vật.